# Kanton Damvillers
Der Kanton Damvillers war von 1790 bis 2015 ein französischer Kanton im Arrondissement Verdun, im Département Meuse und in der Region Lothringen; sein Hauptort war Damvillers.

## Gemeinden
Der Kanton bestand aus 20 Gemeinden:
| Gemeinde                   | Einwohner Jahr | Fläche km² | Bevölkerungsdichte | Code INSEE | Postleitzahl |
| -------------------------- | -------------- | ---------- | ------------------ | ---------- | ------------ |
| Azannes-et-Soumazannes     | 163 (2013)     | 18,11      | 9 Einw./km²        | 55024      | 55150        |
| Brandeville                | 182 (2013)     | 12,14      | 15 Einw./km²       | 55071      | 55150        |
| Bréhéville                 | 192 (2013)     | 18,33      | 10 Einw./km²       | 55076      | 55150        |
| Chaumont-devant-Damvillers | 52 (2013)      | 5,35       | 10 Einw./km²       | 55107      | 55150        |
| Damvillers                 | 676 (2013)     | 18,33      | 37 Einw./km²       | 55145      | 55150        |
| Delut                      | 129 (2013)     | 9,18       | 14 Einw./km²       | 55149      | 55150        |
| Dombras                    | 132 (2013)     | 11,27      | 12 Einw./km²       | 55156      | 55150        |
| Écurey-en-Verdunois        | 132 (2013)     | 6,92       | 19 Einw./km²       | 55170      | 55150        |
| Étraye                     | 40 (2013)      | 7,99       | 5 Einw./km²        | 55183      | 55150        |
| Gremilly                   | 33 (2013)      | 17,81      | 2 Einw./km²        | 55218      | 55150        |
| Lissey                     | 120 (2013)     | 9,97       | 12 Einw./km²       | 55297      | 55150        |
| Merles-sur-Loison          | 166 (2013)     | 11,45      | 14 Einw./km²       | 55336      | 55150        |
| Moirey-Flabas-Crépion      | 135 (2013)     | 14,62      | 9 Einw./km²        | 55341      | 55150        |
| Peuvillers                 | 59 (2013)      | 4,86       | 12 Einw./km²       | 55403      | 55150        |
| Réville-aux-Bois           | 123 (2013)     | 11,03      | 11 Einw./km²       | 55428      | 55150        |
| Romagne-sous-les-Côtes     | 112 (2013)     | 14,19      | 8 Einw./km²        | 55437      | 55150        |
| Rupt-sur-Othain            | 53 (2013)      | 5,53       | 10 Einw./km²       | 55450      | 55150        |
| Ville-devant-Chaumont      | 52 (2013)      | 4,21       | 12 Einw./km²       | 55556      | 55150        |
| Vittarville                | 80 (2013)      | 8,15       | 10 Einw./km²       | 55572      | 55150        |
| Wavrille                   | 47 (2013)      | 5,31       | 9 Einw./km²        | 55580      | 55150        |

## Bevölkerungsentwicklung
| 1962  | 1968  | 1975  | 1982  | 1990  | 1999  | 2006  | 2012  |
| ----- | ----- | ----- | ----- | ----- | ----- | ----- | ----- |
| 3.461 | 3.312 | 2.999 | 2.795 | 2.600 | 2.552 | 2.609 | 2.675 |